# Wolfram P. Kastner

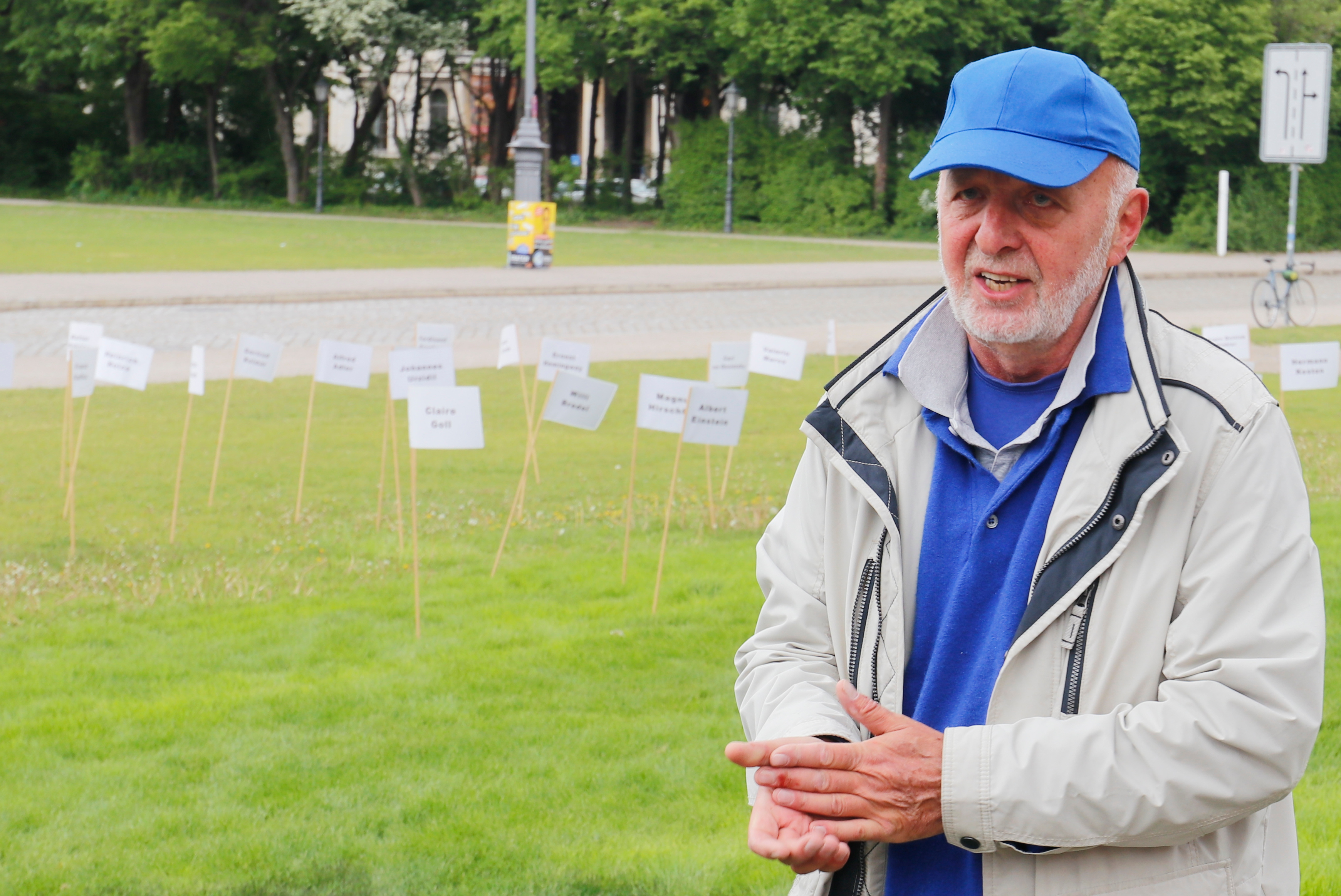
Wolfram Kastner, 2019

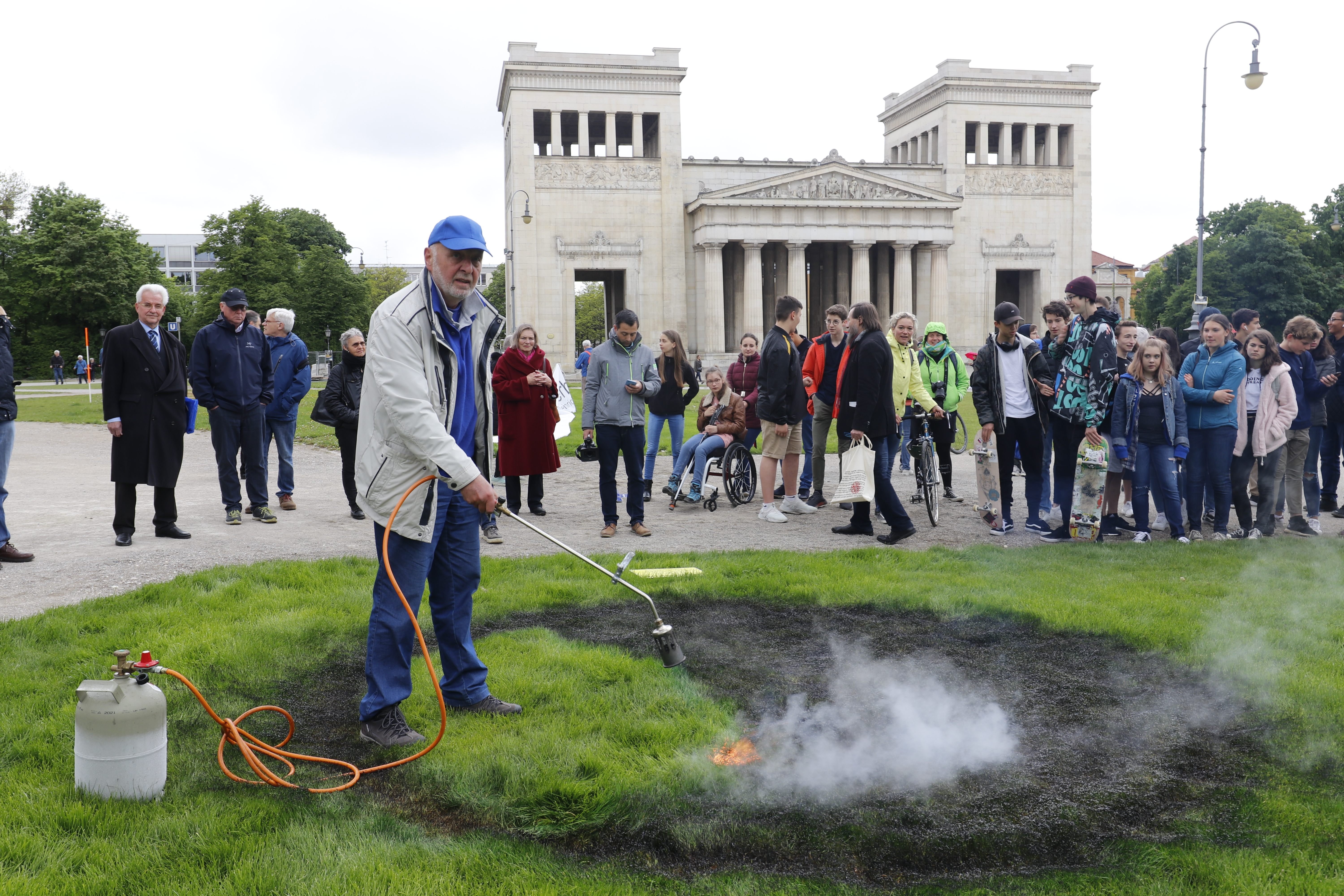
Wolfram Kastner erzeugt die „Brandspur“ auf dem Münchner Königsplatz, 2019

Wolfram P. Kastner (* 23. April 1947 in München) ist ein deutscher Künstler, insbesondere Aktionskünstler, dessen Arbeiten und Aktionen meist politische und historische Themen aufgreifen, insbesondere die Zeit des Nationalsozialismus in Deutschland und Österreich. Gleichrangig stehen Malerei und Zeichnung, Fotoserien, Installationen und Objekte im Mittelpunkt seiner Arbeit.

## Leben
Kastner studierte von 1966 bis 1972 an der Akademie der Bildenden Künste bei Franz Nagel und Robert Jacobsen sowie an der Universität München.
Die Spur der Bücher, eine seiner bekanntesten Aktionen, erinnert an die Bücherverbrennung 1933 in Deutschland. Seine Aktionen rufen regelmäßig sowohl Bewunderung und Anerkennung als auch Konflikte mit der Verwaltung, der Polizei und Justiz hervor.
Wolfram Kastner ist Mitbegründer und Vorsitzender des Kuratoriums der Kurt Eisner Kulturstiftung, die 1989 von Künstlern in Münchner gegründet wurde. Kastner gehört dem wissenschaftlichen Beirat der Giordano-Bruno-Stiftung an. Wolfram Kastner ist Mitglied im Deutschen Künstlerbund. Er lebt und arbeitet in München.

## Ausstellungen

### Einzelausstellungen (Auswahl)
- 1980: Galerie Klaus Lea, München
- 1981: Sisyphos streikt, Galerie van de Loo, München
- 1982: Politische Grafik, Kunstverein Erlangen
- 1985: Galerie Wolfgang Gmyrek, Düsseldorf[5]
- 1991: Flags und A Shadow of Beauty, Verein für Original-Radierung, München
- 1994: realitäten, Galerie 5020, Salzburg
- 1994: Container Ordnung, Kunstverein München
- 1995: Vergessen – eine Straße, mit F. Kochseder, München und Dachau
- 1996: wie Gras über die Geschichte wächst, gezeigt im Haus der Kunst, München, sowie in Wuppertal
- 1998: Brandspur Heidelberg, Kunstverein Heidelberg
- 1998: Brandspur Mannheim, Mannheimer Kunstverein
- 1999–2000: SSehStörung, gezeigt in der Galerie 5020, Salzburg sowie im Europäischen Parlament, Strassburg
- 2000: Positionen zeitgenössischer Kunst zur Erinnerung, Oberösterreichisches Landesmuseum, Linz
- 2000: SäulenOrdnung, Artothek München
- 2000: Schicksal (un)bekannt (mit Christian Lehsten), Christuskirche München  und KZ-Gedenkstätte Dachau
- 2001: Rückgabe, Galerie 5020, öffentlicher Raum in Salzburg mit Martin Krenn
- 2003: BunkerOrdnung Kunstbunker Tumulka, München
- 2003: (Un)freiwillig komisch, Karl-Valentin-Musäum (heute Valentin-Karlstadt-Musäum), München
- 2005: Galerie 1Blick. Kunst im Vorhaus, Hallein
- 2013: Galerie 1Blick. Kunst im Vorhaus, Hallein
- 2014: StadtTon in der Galerie Heufelder, München

### Teilnahme an Gruppenausstellungen (Auswahl)
- 1982: Neuerwerbungen, Lenbachgalerie
- 1988: Die Freiheit erhebt ihr Haupt, Kunstverein München
- 1991: Fahne, Kunstverein Landau, Kaiserslautern, Frankfurt (Oder), Wrocław u. a.
- 1996–98: An der Grenze des Erlaubten (Kunst und Zensur), Universitätskulturzentrum Klagenfurt, Graz, Innsbruck, Linz, Salzburg u. a.
- 1998: Zeitgenössische Kunst, Erwin-von-Kreibig-Museum, München
- 2000: vor mehr als einem halben Jahrhundert – Positionen zeitgenössischer Kunst zur Erinnerung, Landesgalerie im Oberösterreichischen Landesmuseum, Linz[6]
- 2001: unmögliche Kunst Maximilianeum München (kuratiert zusammen mit Günther Gerstenberg)
- 2017: After the Fact. Propaganda im 21. Jahrhundert. Kunstbau, Lenbachhaus, München, mit der Arbeit Schöner Wohnen (2004)[7]

### Aktionen (Auswahl)
- 1982: Abrüstungs-Rüstungskonversion, Gestaltung einer Werbewand an der Bundeswehrhochschule, Neubiberg.
- 1986: Denk-Loch, Kunstaktion Kurt Eisner, mit E. Zylla.
- 1987: Künstler gegen Volkszählung, Gestaltung einer Plakatwand in München-Schwabing.
- 1988: Stein des Anstoßes, Kunstaktion mit Errichtung eines Denksteins, Polizeiaktion, Beschlagnahme und Ermittlung durch den Staatsanwalt.
- 1993: Nur der Wachmann schaut zu, Kunstaktion im Justizgebäude in München (die Todesurteile gegen Mitglieder der „weißen Rose“ wurden dort gefällt) mit Unterbrechung durch 6 Justizbeamte, seitdem eine bronzene Gedenktafel, am Hauptportal.
- 1993: Wir erinnern, Performance zur Erinnerung an die Pogrome vom 9. November 1938 in der F, mit Beendigung durch die Polizei und Ermittlung durch den Staatsanwalt.
- 1994: schwarzes blut, Erinnerungsperformance für Gustav Landauer
- 1995: Weiße Fahne, Tag der Befreiung, Marienplatz, München.
- 1995: Brandspur, Erinnerung an die Bücherverbrennung auf dem Münchner Königsplatz vom 10. Mai 1933.[8][9] Die Aktion wird seit 2013 jährlich wiederholt, nachdem frühere Forderungen des Künstlers nach einer Erneuerung des Brandflecks abgelehnt worden waren.[10]
- 1999: ElserSpuren, Hinzufügung des Namens von Georg Elser auf einem 1969 von Leo Kornbrust geschaffenen und 1996 im Münchener Hofgarten aufgestellten Granitwürfel zum Gedenken der Widerstandsgegner des NS-Regimes[11]
- 2004: Kunstaktion als Protest gegen die Judensau am Regensburger Dom am 16. Mai[12][13]
- 2006: Scherenschnitt, Aktion am 1. November am Salzburger Kommunalfriedhof mit Scherenschnitt der SS-Kranzschleife.
- 2006: Weg mit dem Konkordat, eine Aktion von W. P. Kastner mit Georg Ledig, Abbruch durch Staatsschutz und Ermittlung durch den Staatsanwalt, Freispruch am Verwaltungsgericht München.
- 2013: Projekt Weiße Koffer zur Erinnerung an jüdisches Leben in Sendling[14]
- 2013: Würdigung und Rehabilitation der in Eichstätt unschuldig wegen „Hexerey“ Ermordeten, Schreiben vom 25. März 2013 an Bischof Gregor Maria Hanke Eichstätt
- 2013: Projekt Weiße Koffer zur Erinnerung an jüdisches Leben in Neuhausen[15]
- seit 2014: Proteste gegen die Ehrung von Paul von Hindenburg in Dietramszell.[16]
- 2016: Farbaktion am Kenotaph von Alfred Jodl auf der Fraueninsel im Chiemsee[17][18][19][20]
- 2016: Projekt Weiße Koffer zur Erinnerung an jüdisches Leben in der Maxvorstadt[14]
- 2016: Projekt Widerstandsdenkmal am Platz der Freiheit (München)

## Auszeichnungen
- 2005: Obermayer German Jewish History Award
- 2022: Aufrechter Gang der Humanistischen Union[21]